# Пінський собор (1942)
Пінський собор 1942 року — 8 —10 лютого 1942 року в місті Пінську пройшов собор православного духовенства, на якому була створена ієрархія Української Автокефальної Православної Церкви.
24 грудня на прохання церковно-громадського проводу митрополит Діонісій призначає «Тимчасовим Адміністратором Православної Автокефальної Церкви на звільнених землях України» архиєпископа Полікарпа (Сікорського) і благословляє висвяту нових українських єпископів. Статус нової церковної ієрархії у Райхскомісаріаті Україна було визначено «Тимчасовим статутом Святої Православної Автокефальної Української Церкви». Проблемою розбудови Церкви було те, що німецька адміністрація не давала дозволу на приїзд митрополита Діонісія, або єпископів з інших територій. Два православних ієрарха було мало для повноцінного церковного життя. Реалізуючи волю митрополита архієпископ Полікарп взявся за організацію церковного собору. Пінськ було обрано для його проведення тому, що він був центром Поліської єпархії, яку очолював архієпископ Олександр (Іноземцев).
7 лютого архієпископи Полікарп і Олександр прийняли постанову, що вищою церковною владою України є Собор єпископів, за участю всіх єпархіальних та вікарних єпископів під головуванням старішого по хіротонії Олександра. 8 лютого був висвячений на єпископа Берестейського архімандрит Георгій (Кореністов). Того ж дня почались соборні засідання. 9 лютого був висвячений на єпископа Чигиринського архімандрит Никанор (Абрамович). 10 лютого був висвячений на єпископа Уманського архімандрит Ігор (Губа). Постановою Собору два останніх єпископа були визначені тимчасовими вікаріями владики адміністратора Полікарпа з перебуванням у Києві і Білій Церкві. 10 лютого на Соборі було ухвалено приймати під свою юрисдикцію священиків і віруючих УАПЦ митрополита Василя Липківського. Служба і проповіді під час Собору правились і читались українською мовою.
Пінський собор 1942 року був першим Собором українських канонічних єпископів Української Автокефальної Православної Церкви (УАПЦ).